# Reruhi Shimizu
Reruhi Shimizu (japanska: 清水 礼留飛), född den 4 december 1993, är en japansk backhoppare.
Han tog OS-brons i herrarnas lagtävling i samband med de olympiska backhoppningstävlingarna 2014 i Sotji.